# Future house
Future house (também conhecido como UK deep house) é um gênero de música eletrônica que surgiu no Reino Unido de 2010s descrito como uma fusão de deep house, UK garage e incorporando outros elementos e técnicas de outros EDM gêneros.
Com o sucesso internacional de "Gecko (Overdrive)" e "Last All Night (Koala)" de Oliver Heldens trouxe o gênero amplamente reconhecido pelo público em 2014, levando a pequenas disputas entre ele e Tchami nas redes sociais. Artistas como Bluethunder, Don Diablo, Kerri Chandler, Mike Williams, Mesto, Brooks, Curbi, Lucas&Steve e Swanky Tunes desde então, têm incorporado o som em seu trabalho, levando alguns comentaristas a observar a comercialização do estilo.

## Características
O future house é um subgênero do house music. As músicas dentro do gênero são normalmente caracterizados por uma melodia muda com um som metalizado, elástico com sondagem drop em e frequência modulada de basslines.